# Autoanticòs
Un autoanticòs és un anticòs (per tant produït pel sistema immunitari) que actua contra una o més proteïnes de la persona que les va produir. Els autoanticossos tenen les mateixes propietats bioquímiques i propietats fisicoquímiques que qualsevol altre anticòs. La gran diferència està en les seves propietats immunològiques, és a dir, els autoanticossos són associats amb malalties autoimmunitàries.
Encara que la majoria dels anticossos produïts pel cos (pels limfòcits B) reaccionen contra els antígens de l'exterior (en general, els microbis, les cèl·lules tumorals, etc.), els autoanticossos reaccionen contra els components del cos (les proteïnes cel·lulars, l'ADN del nucli de la cèl·lula). L'aparició d'una gran quantitat d'autoanticossos en el cos és un estat patològic que implica la ruptura de la tolerància immunitària.
Aquest tipus de reconeixement és en general la causa de malalties autoimmunitàries, i el prototip és el lupus eritematós sistèmic (LES). La malaltia es troba en autoanticossos que reaccionen contra el nucli de les cèl·lules dels pacients. Malgrat els nombrosos estudis realitzats en immunologia sobre les malalties autoimmunitàries, els investigadors no han trobat una sola causa (etiologia) que permeti trencar la tolerància immunitària i, per tant, l'aparició d'aquestes malalties. Els resultats indiquen que el fenomen s'associa amb la predisposició genètica dels pacients (la presència de determinats al·lels HLA) en condicions ambientals favorables.